# Annelinn
Annelinn är en stadsdel i Tartu i Estland. Den ligger på floden Emajõgis västra strand. Annelinn ligger 52 meter över havet och antalet invånare är 26 755.